# Калакмуль (муниципалитет)
Калакмуль (исп. Calakmul) — муниципалитет в Мексике, штат Кампече, с административным центром в городе Шпухиль. Численность населения, по данным переписи 2020 года, составила 31 714 человек.

## Общие сведения
Название муниципалитета заимствовано у древнего города цивилизации майя — Калакмуля, а его название можно перевести как город на холмах.
Площадь муниципалитета равна 13 987,5 км², что составляет 24,3 % от общей площади штата, а наиболее высоко расположенное поселение Эль-Пальмар находится на высоте 307 метров.
Он граничит с другими муниципалитетами штата: на севере с Чампотоном и Хопельченом, на западе с Эскарсегой и Канделарией, на востоке он граничит с другим штатом Мексики — Кинтана-Роо, а на юге проходит государственная граница с Гватемалой.

## Учреждение и состав
Муниципалитет был образован 1 января 1997 года, согласно указу Конгресса штата от 31 декабря 1996 года, отделив часть территории от муниципалитета Хопельчен.
По данным 2020 года в его состав входит 184 населённых пункта, самые крупные из которых:
| Код INEGI                  | Населённый пункт                                                                       | Численность населения (2005 год) | Численность населения (2010 год) | Численность населения (2020 год) |
| -------------------------- | -------------------------------------------------------------------------------------- | -------------------------------- | -------------------------------- | -------------------------------- |
| 010                        | Всего                                                                                  | 23814                            | 26882                            | 31714                            |
| 0001                       | Шпухиль (исп. Xpujil) 18°30′19″ с. ш. 89°23′50″ з. д.                                  | 3222                             | 3984                             | 5729                             |
| 0066                       | Конститусьон (исп. Constitución) 18°37′37″ с. ш. 90°08′09″ з. д.                       | 1016                             | 1142                             | 1386                             |
| 0272                       | Сох-Лагуна (исп. Zoh-Laguna) 18°35′38″ с. ш. 89°25′09″ з. д.                           | 1021                             | 1074                             | 1144                             |
| 0171                       | Пабло-Гарсиа (исп. Pablo García) 18°37′15″ с. ш. 90°08′23″ з. д.                       | 665                              | 699                              | 832                              |
| 0161                       | Нуэво-Конхуас (исп. Nuevo Conhuás) 18°32′23″ с. ш. 89°55′16″ з. д.                     | 501                              | 503                              | 757                              |
| 0101                       | Рикардо-Пайро-Хене (исп. Ingeniero Ricardo Payro Jene) 18°19′04″ с. ш. 89°26′48″ з. д. | 616                              | 648                              | 695                              |
| 0033                       | Санто-Доминго (исп. Santo Domingo (El Sacrificio)) 17°59′55″ с. ш. 89°22′36″ з. д.     | 525                              | 547                              | 644                              |
| 0268                       | Сбониль (исп. Xbonil) 18°38′09″ с. ш. 90°09′58″ з. д.                                  | 518                              | 518                              | 587                              |
| —                          | Прочие                                                                                 | 15730                            | 17767                            | 19940                            |
| Названия на карте Генштаба |                                                                                        |                                  |                                  |                                  |

## Экономическая деятельность
По статистическим данным 2000 года, работоспособное население занято по секторам экономики в следующих пропорциях:
- сельское хозяйство, животноводство и рыбная ловля — 73,5 %;
- промышленность и строительство — 7,6 %;
- торговля, сферы услуг и туризма — 16,6 %;
- безработные — 2,3 %.

## Инфраструктура
По статистическим данным 2020 года, инфраструктура развита следующим образом:
- электрификация: 97,4 %;
- водоснабжение: 14,5 %;
- водоотведение: 84,4 %.

## Фотографии
- Древний Калакмуль
- Древний Шпухиль
- Древний Бекан